# 刀妙琏
刀妙琏（589年—625年6月14日），或作刁妙琏。渤海郡饶安县（治今河北省盐山县西南）人。南梁通直散骑常侍、阳平太守刁哲之孫女，南陈信义太守刁稜之女，渤海名門士族出身。

## 生平
刀妙琏被隋炀帝召入宫中，大业二年（606年），授为才人，大业四年（608年）转授婕妤。隋朝灭亡后，刀妙琏辗转入唐宫，武德四年（621年），升荣梁馆，入内秦王府，是为秦王李世民的细人。
武德八年五月初四日（625年6月14日），刀妙琏因病在万年县去世，年僅三十七岁，五月初八日葬在万年县义善口。
现有《秦国故细人刀氏墓志铭并序》出土。